# Baby Boy Frankie
Pour plus de détails, voir Fiche technique et Distribution.
Baby Boy Frankie (Blast of Silence) est un drame psychologique co-écrit et réalisé par Allen Baron, sorti en 1961.

## Synopsis
Le tueur à gages Frank Bono revient à New York, la veille de Noël, pour exécuter un contrat : il doit impérativement liquider un petit "caïd" désormais indésirable. Il s'entoure de mille précautions et surveille attentivement sa future victime, mais il va rencontrer de vieilles connaissances, dont Lorrie, qu'il semble avoir aimée autrefois.

## Fiche technique
- Titre francophone : Baby Boy Frankie
- Titre original : Blast of Silence
- Réalisation : Allen Baron
- Scénario : Allen Baron, Waldo Salt
- Musique : Meyer Kupferman
- Photographie : Merill S. Brody
- Montage : Merill S. Brody, Peggy Lawson
- Production : Merill S. Brody
- Société de production : Magla Productions
- Sociétés de distribution : Universal Pictures (États-Unis), Les Films du Camélia (France) (version restaurée)
- Pays de production :  États-Unis
- Langue originale : anglais
- Format : noir et blanc - 35 mm - mono
- Genre : thriller
- Durée : 77 minutes
- Dates de sortie :
  - États-Unis : 20 mars 1961 (sortie nationale)
  - France : 6 décembre 2017 (version restaurée)

## Distribution
- Allen Baron : Frank « Frankie » Bono
- Molly McCarthy : Lorrie
- Larry Tucker : Big Ralph
- Lionel Stander : le narrateur